# Circuit du Mas du Clos
Der Circuit du Mas du Clos ist eine Motorsport-Rennstrecke in Saint-Avit-de-Tardes in Frankreich. Sie liegt etwa 11 km östlich von Aubusson in der Region Nouvelle-Aquitaine im Département Creuse.

## Geschichte
Die Rennstrecke entstand, als der Ferrari-Sammler Pierre Bardinon im Jahr 1963 einen 400 Meter langen Kurs bauen ließ, um seine Wagen fahren zu können. Verschiedene Vereine wie der Club Alfa Romeo de France oder der französische Ferrari-Club begannen in den Folgejahren den Kurs für ihre Testfahrten zu nutzen. Auch professionelle Rennteams kamen nach Mas du Clos, so 1969, als Henri Pescarolo für Matra Testfahrten dort absolvierte. Im Laufe der Jahre wurde die Strecke immer wieder vergrößert und wurde im Besitz des Sohnes Patrick Bardinon auch der Öffentlichkeit zugänglich gemacht.
In den 2000er Jahren wurden in Frankreich Gesetze verabschiedet, die strengere Sicherheitsvorkehrungen für private Rennstrecken vorsahen. Bardinon, der die entsprechenden Summen nicht investieren wollte, musste den Kurs daraufhin schließen.
2021 kam der Rennfahrer Alexandre Bardinon auf die Idee, den Kurs wieder aufzubauen, und pausierte seine Karriere, um dies zu tun. Ab 2022 wurden neue Schutzgeländer und Barrieren rund um die Strecke eingerichtet, dazu wurde die Strecke mit neuartigen Sicherheitspanelen versehen. Mit den Renovierungen konnte der Kurs im Oktober 2022 wieder neu eröffnen und wird seitdem für private Trackdays verwendet.

## Kurs
Die auf 690 m Seehöhe gelegene, im Uhrzeigersinn zu befahrende Strecke beinhaltet in ihrer aktuellen Form 12 Kurven, kann jedoch in vier verschiedenen Varianten gefahren werden. Es gibt zwar eine Boxengasse mit Fahrerlager in dessen Boxengebäude allerdings nur einige wenige Garagen zur Verfügung stehen. Die Breite der Strecke beträgt 10–14 m. Der Höhenunterschied beträgt je nach Variante 49 m bzw. 51 m.

## Veranstaltungen
Der Kurs wurde in der Vergangenheit zwar nie für nationale Motorsportveranstaltungen verwendet, wird allerdings als Teststrecke und Rundkurs für private Fahrten und Veranstaltungen wie zB. Oldtimertreffs oder Trackdays genutzt. Erst 2023 fanden mit der Porsche Motorsport Sport Cup Series France und dem „Les 100 Tours Mas du Clos“ erste Rennveranstaltungen auf Clubsport-Level statt. Direkt neben dem Kurs befindet sich das Schloss der Bardinons, dazu ebenfalls ein Restaurant.